# Oxygène: New Master Recording
Oxygène: New Master Recording, noto anche come Oxygene: New Master Recording 2007 o Oxygène (New Master Recording) è una versione registrata nuovamente digitalmente di Oxygène, pubblicata nel 2007 in occasione del 30º anniversario della pubblicazione originale in tutto il mondo (1977, dopo essere stato messo sul mercato francese nel 1976).

## Il disco
L'album è stato pubblicato in tre differenti versioni: un'edizione contenente il CD Oxygène rimasterizzato in LTD 5.1, un'edizione speciale contenente Oxygène - Live in Your Living Room (Un DVD con registrazione live privata eseguita a Lint, in Belgio), e una terza edizione limitata contenente il DVD in versione 3D con un paio di occhiali stereoscopici.
Per promuovere il disco, Jarre si è esibito in una serie di 10 concerti al Teatro Marigny di Parigi, dal 12 al 26 dicembre 2007, per poi partire per un tour mondiale che lo ha visto impegnato per tutto il 2008 con anche due date in Italia (il 5 novembre al Granteatro di Roma e il 6 novembre al Teatro degli Arcimboldi di Milano).
Durante il tour Jarre si è esibito in concerti di 90 minuti circa, comprendenti tutte le tracce di Oxygène più alcuni brani nuovi, utilizzando solo sintetizzatori analogici e assistito sul palco da Francis Rimbert, Claude Samard e Dominique Perrier.
Una copia gratuita del disco è stata allegata al giornale inglese The Mail Newspaper nel 2008.

## Tracce

### CD New Master Recording
1. Oxygène Part I - 7:39
2. Oxygène Part II - 7:54
3. Oxygène Part III - 3:06
4. Oxygène Part IV - 4:13
5. Oxygène Part V - 10:11
6. Oxygène Part VI - 7:05

### CD + DVD Live In Your Living Room (Edizione Speciale)
1. Prelude Brano Nuovo
2. Oxygène Part I
3. Oxygène Part II
4. Oxygène Part III
5. Variation Part I Brano Nuovo
6. Oxygène Part IV
7. Variation Part II Brano Nuovo
8. Oxygène Part V
9. Variation Part III Brano Nuovo
10. Oxygène Part VI

- + The Making Of
- + Presentazione degli Strumenti

### CD + DVD Live In Your Living Room Stereoscopic 3D (Edizione Limitata)
1. Prelude Brano Nuovo
2. Oxygène Part I
3. Oxygène Part II
4. Oxygène Part III
5. Variation Part I Brano Nuovo
6. Oxygène Part IV
7. Variation Part II Brano Nuovo
8. Oxygène Part V
9. Variation Part III Brano Nuovo
10. Oxygène Part VI

- + The Making Of
- + Presentazione degli Strumenti
- + Galleria 3D